# NGC 2169
NGC 2169 هو عنقود نجمي مفتوح يتبع كوكبة الجبار. اكتشفه ويليام هيرشل في 15 أكتوبر 1784.

## روابط خارجية
- NGC 2169 على موقع ويكي سكاي: DSS2, SDSS, GALEX, IRAS, Hydrogen α, X-Ray, Astrophoto, Sky Map, Articles and images